# Волшебство Афлара
«Волшебство Афлара» или «Волшебство Эфлара» (англ. The Sorcery of Aphlar) — короткий рассказ американского писателя Дуэйна Уэлдена Римеля. В некоторых источниках[каких?] соавтором указывается Говард Филлипс Лавкрафт. Рассказ был написан в 1934 году и опубликован в декабре 1934 года в журнале «The Fantasy Fan».

## Сюжет
В сумеречном городе Бел-Хаз-эн (англ. Bel-haz-en) совет двенадцати изгоняет последнего мудреца Афлара за то, что он вместо работы все время размышляет и читает папирусы Старших Эонов (англ. papyri of Elder æons), что хранились в готском святилище (англ. Guothic shrine). Город утратил мудрецов и там, где когда-то изобиловала мудрость звезд, теперь распространялось запустение и невежество. Ныне в этом древнем городе жили бледные люди, близкие к смерти. Все эти беды принесла их потеря мудрости. Афлар вышел за стены города и шел вверх по реке Олла (англ. Oll), извивающейся от гор Азлакка (англ. Azlakka). Там он обустроил себе жилище в пещере, но знал, что совет пришлет за ним убийц, как они уже это сделали со жрецом, обвинив в том льва.
Афлар жил в горах и продолжил читать свитки, он рассказывал о своей мудрости ветру, скалам и ласточкам на лету. Афлар говорил с литками, а они, казалось, понимали его и махали своими склизкими щупальцами. В лунные ночи он взбирался на холм и совершал необычные ритуалы лунному богу Эль (англ. Ale); и тогда раздавался странный шепот и странные крылатые существа порхали по темному небу на фоне луны. молитвы были обращены к бледным фантазиям сумерек. Однажды Афлар выловил странный объект из реки. Он долго рылся в своих заплесневелых хрониках и бормотал ужасные слоги, рисуя на листе пергамента смутные цифры. В ту ночь взошла высоко горбатая луна, но Афлар не поднялся на холм и не провел ритуал. Спустя много дней совет прислал убийц, но когда они вошли в пещеру, то не нашли Афлара, а кресло его поросло травинками. Один из них поднял круглую и неизвестную вещь, на которой были изображены нечитаемые чужие символы, которые заставляли их дрожать, неизвестно почему. Убийца швырнул эту сферу с обрыва, но не было звука от падения с того склона, на который она должна была упасть. Убийцы в ужасе бежали, опасаясь вещей, о которых говорят лишь шепотом. 
Затем из песчаной расщелины выползла улитка и скользнула на кресло, где росли травинки. Два склизких щупальца вытянулись вперед и причудливо наклонились вниз, словно, желая вечно смотреть на извилистую реку.

## Вдохновение
Про участие Лавкрафта в рассказе «Волшебство Афлара» говорит его письмо от 23 июля Дуэйну Уэлдену Римелю:
Несказанно рад видеть новый рассказ, но напоминает мне что-то из Дансени. Возвращаю его с небольшими изменениями, которые, как мне кажется, помогут отчасти... Я позволил себе изменить имя героя не общепринятое английское имя Альфред, которое едва ли соответствует потрясающему содержанию, - град  Бел-Хаз-эн, река Олл и Азлакканские горы. Надеюсь в качестве альтернативы вам подойдет Афлар.
Дуэйн Римель написал в соавторстве с Лавкрафтом два другие рассказа:«Дерево на холме» и «Эксгумация», в которых доказан не только редакторский вклад Лавкрафта.